# Нићифор Фока Старији
Нићифор Фока Старији (грчки: Νικηφόρος Φωκᾶς) (умро после 895.) је био византијски војсковођа, стратег Харсианона и доместик схола. Водио је успешне борбе против Арабљана ширећи византијску власт у јужној Италији. Био је деда византијског цара Нићифора II Фоке (963—969).

## Биографија
Нићифор је био син оснивача породице Фока, човека по имену Фока, родом из Кападокије. Отац му се истакао током владавине Василија I Македонца (867—885) када је понео титулу турмарха. Млади Нићифор је осамдесетих година 9. века одведен на царев двор где је ступио у стражарску службу. Могуће да је учествовао у Василијевом походу на Самосату 873. године. Нићифор је у наредним годинама, свакако пре 878. године, добио чин протостратора и властиту палату у близини цркве Свете Текле. Потом се јавља као стратег теме Харсианона, када се, по Ђорђу Монаху, истакао у борбама против Арабљана.
Нићифор је остао стратех Харсианона док није именован за врховног команданта (моностратега) у борбама против Арабљана у јужној Италији. На тој позицији сменио је Стефана Максентија који је поражен од Арабљана (885). Поједини историчари сматрају да је Нићифор у Италију дошао тек по ступању Лава VI на престо (887). У време владавине цара Василија дошло је до обнове византијске власти у јужној Италији: Отранто је освојен 873. године, Бари 876. године. Нићифор је освојио Отранто, Бари, Санта Северину, Таормину, Тропао, Амантију и друге градове. У време његовог одласка, Византинци су успоставили власт на већем делу Апулије и Калабрије што је кулминирало оснивањем теме Лангобардије око 892. године. У наредним годинама Нићифор се не спомиње. У међувремену, до 894. године, добио је чин патрикија и доместика схоле.
Од 895. године ратује против Бугара, под Симеоном. Тада се и последњи пут помиње као жив. По Симеону Логотету, смрт Нићифора Фоке охрабрила је Симеона да настави продор кроз Византију, успешно се супротстављајући његовом наследнику Лаву Катакалону. Хроника Теофановог настављача извештава да је Нићифор поражен од Бугара и да је осрамоћен и разрешен дужности. Потом је именован стратегом Харсианона или Тракесијанске теме. На том положају провео је остатак живота. У ову верзију данас се сумња у науци.
Нићифор Фока Старији је био отац Варде Фоке Старијег и Лава Фоке Старијег. Обојица су били на функцијама доместика схоле, као и њихови унуци, Нићифор и Лав Фока Млађи. Нићифор ће постати византијски цар (963—969).